# Brachymeria banksi
Brachymeria banksi är en stekelart som först beskrevs av William Harris Ashmead 1905.  Brachymeria banksi ingår i släktet Brachymeria och familjen bredlårsteklar. Inga underarter finns listade.